# Dorota (królewna duńska)
Dorota duńska (ur. 1 sierpnia 1504, zm. 11 kwietnia 1547) – pierwsza żona księcia Albrechta Hohenzollerna.

## Życiorys
Dorota urodziła się 1 sierpnia 1504 r. jako córka króla Danii i Norwegii Fryderyka I z dynastii oldenburskiej i Anny z Hohenzollernów. Dorota była pierwszą żoną księcia Albrechta, pierwszego świeckiego władcy w Prusach Książęcych. Uroczysty ślub odbył się 1 lipca 1526 roku. Księżna Dorota urodziła sześcioro dzieci, z których wieku dorosłego dożyła tylko najstarsza córka Anna Zofia. Dorota zmarła w dniu 11 kwietnia 1547 r. i pochowana została w prezbiterium katedry w Królewcu.